# Giulio Campanati
Giulio Campanati (Milano, 15 giugno 1923 – Milano, 30 ottobre 2011) è stato un arbitro di calcio e imprenditore italiano.

## Carriera arbitrale
Prese la tessera nel 1940.
Appartenente alla Sezione AIA di Milano, debuttò in Serie A già nel 1952, totalizzando 166 presenze in A fino al 1966 (l'ultima sua partita fu Fiorentina-Juventus 0-1 del 27 marzo 1966), quando decise a sorpresa di abbandonare con vari anni di anticipo rispetto alla scadenza naturale, per dedicarsi alla carriera dirigenziale.
Direttore di gara di primo piano negli anni cinquanta e sessanta, nel suo palmarès figurano la conquista del "Premio Giovanni Mauro" (massimo riconoscimento arbitrale) nel 1960 e la direzione della finale di Coppa Italia del 1964 (compresa la sfida-ripetizione) Roma - Torino.
All'estero, dopo aver ottenuto il badge FIFA nel 1956, diresse la finale di ritorno di Coppa delle Fiere nel 1962 (Barcellona-Valencia), due semifinali in Coppa delle Coppe (nel 1964 e nel 1966) e venne selezionato come arbitro per il torneo calcistico dell'Olimpiade di Roma nel 1960, dove diresse Danimarca-Tunisia 3-1, giocata a L'Aquila.
Riposa al cimitero Monumentale di Milano; il Comune di Milano inoltre ha iscritto il suo nome tra i cittadini illustri e benemeriti al Famedio dello stesso Monumentale.

## Carriera dirigenziale
Terminata la carriera arbitrale, si fece apprezzare sin dall'inizio come dirigente a livello nazionale e internazionale. Dietro la scrivania gli impegni si susseguirono numerosi: componente della Commissione Arbitrale della FIFA dal 1968 al 1992 e contemporaneamente anche della Commissione UEFA, fu designatore dei direttori di gara di serie A dal 1968 al 1972 (e poi commissario della stessa CAN nella stagione 1980-1981), e soprattutto presidente dell'Associazione Italiana Arbitri per diciotto anni, dal 1972 al 1990. Fu ricordato come il "presidentissimo", per essere stato alla guida dell'Associazione Italiana Arbitri più a lungo. Nel 2000 ebbe l'Ordine di merito UEFA e, fino al 2011, anno in cui morì, fu dirigente benemerito della FIGC.

## Carriera imprenditoriale
Nella sua vita lavorativa, iniziata nel primo dopoguerra, ha fondato e guidato un'impresa artigiana di mosaici che, tra gli anni '60 e '70, ebbe 150 dipendenti. Il lavoro più significativo fu il rifacimento della pavimentazione di mosaici nella Galleria Vittorio Emanuele II negli anni 1966-1967. Altri lavori importanti hanno impegnato Campanati e la sua azienda nelle facciate e nelle pavimentazioni dell'edificio de La Rinascente in Piazza del Duomo (Milano) e nelle facciate in pietra al Centro Svizzero di Piazza Cavour, con i pavimenti in mosaico degli ingressi e delle sale conferenze realizzati su disegni di Aligi Sassu. Dagli Anni Ottanta in poi l'impegno maggiore è stato nel campo edilizio e immobiliare con importanti interventi. Giulio Campanati ha visto riconosciuti i suoi meriti come imprenditore con l'onorificenza di Cavaliere dell'Ordine al merito del lavoro dalla Presidenza della Repubblica nel giugno 1958, e successivamente come Commendatore dal giugno 1971, nonché con il conferimento di una "Ape d'oro" per le Benemerenze nell'attività imprenditoriale di mosaicista su decreto del Capo dello Stato nel febbraio 1969.

## Premi e riconoscimenti
- 1960 - Premio Giovanni Mauro
- 1969 - Ape d'Oro

- Ambrogino d'oro
- 1977 - FIFA Referee Special Award
- 2000 - Ordine di merito UEFA
- 2016 - Inserito nella Hall of Fame del calcio italiano (riconoscimento alla memoria)